# 4937 Lintott
4937 Lintott è un asteroide della fascia principale. Scoperto nel 1986, presenta un'orbita caratterizzata da un semiasse maggiore pari a 2,5964318 UA e da un'eccentricità di 0,1625710, inclinata di 16,95094° rispetto all'eclittica.
L'asteroide è dedicato all'astrofisico britannico Christopher John Lintott.